# Javier Valdivia
Javier Valdivia Huerta (ur. 4 grudnia 1941 w Guadalajarze) – meksykański piłkarz występujący na pozycji napastnika.

## Kariera klubowa
W swojej karierze Valdivia reprezentował barwy zespołów Chivas oraz Jalisco. Wraz z Chivas pięciokrotnie zdobył mistrzostwo Meksyku (1961, 1962, 1964, 1965, 1970), a także dwukrotnie Puchar Meksyku (1963, 1970).

## Kariera reprezentacyjna
W reprezentacji Meksyku Valdivia zadebiutował w 1965 roku. W 1970 roku został powołany do kadry na Mistrzostwa Świata. Wystąpił na nich w spotkaniach ze Związkiem Radzieckim (0:0), Salwadorem (4:0, dwa gole), Belgią (1:0) i Włochami (1:4), a Meksyk zakończył turniej na ćwierćfinale.
W latach 1965–1971 w drużynie narodowej Valdivia rozegrał 23 spotkania i zdobył 6 bramek.